# Leopold Silberstein
Leopold Silberstein (* 28. August 1900 in Berlin; † wahrscheinlich 23. Juli 1941 in Tartu) war ein deutscher jüdischer Slawist und Philosoph.

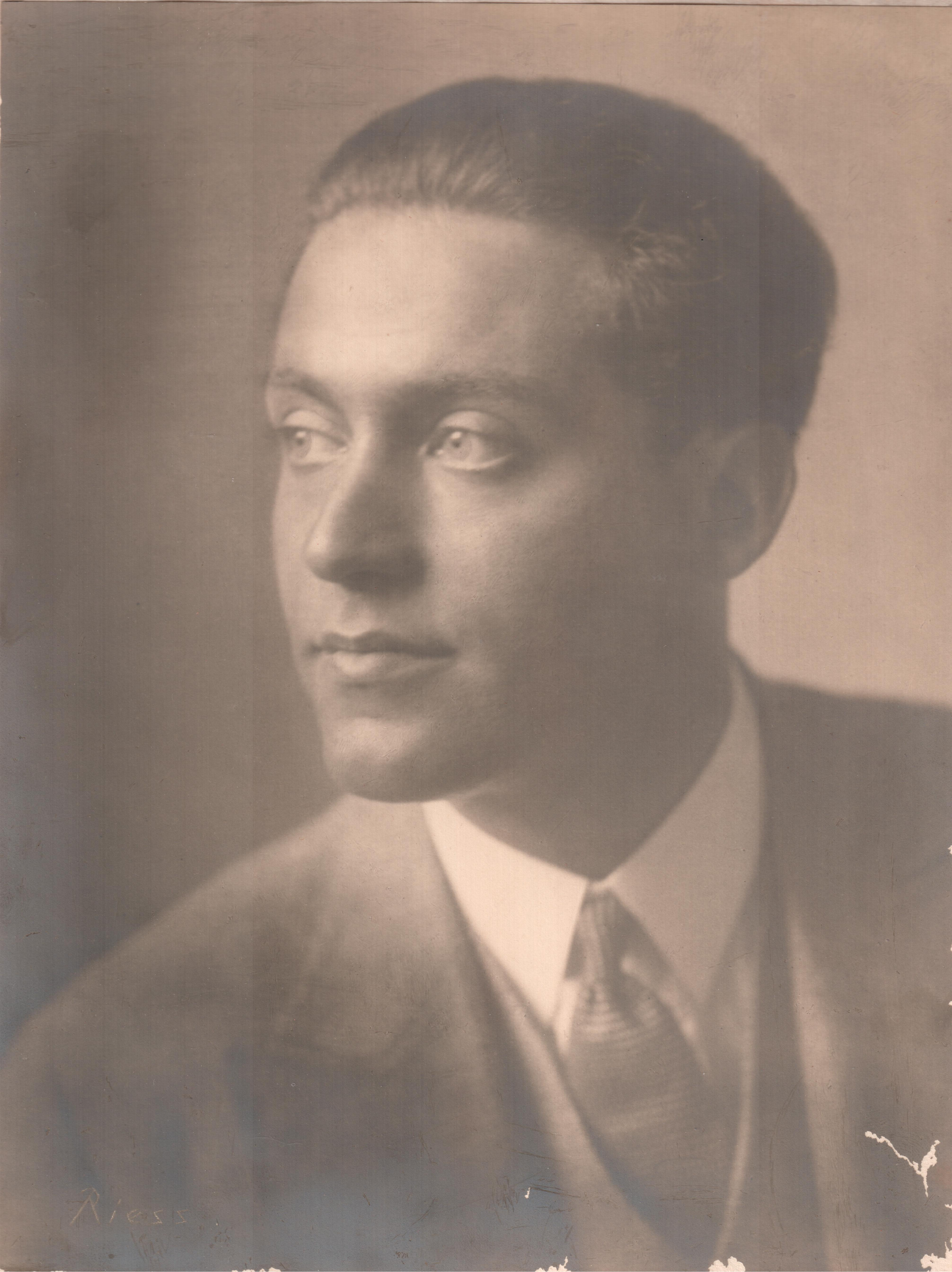
Leopold Silberstein

## Leben

### Schul- und Studienzeit
Leopold Silberstein wurde 1900 in Berlin geboren. Sein Vater Wilhelm Silberstein war österreichischer Staatsbürger und hatte in der Schweiz Ökonomie studiert. Sein Vater war nacheinander Direktor mehrerer technischer und chemischer Gesellschaften. In Berlin erwarb er Grundbesitz. Er starb an Krankheit früh im Jahre 1913. Die Leopold Silbersteins Mutter, Cäcilie Silberstein, geborene Elias, war 1929 nach einer Blinddarmoperation gestorben. Leopold Silberstein besuchte von 1906 bis 1917 das Kaiser-Friedrich-Gymnasium in Berlin-Charlottenburg und legte hier das Abitur ab.
1917 schrieb sich Silberstein in die Philosophische Fakultät der Friedrich-Wilhelms-Universität in Berlin ein. Zunächst studierte er Philosophie. Danach entwickelte er ein lebhaftes Interesse für die slawischen Sprachen und erlernte im Seminar für Osteuropäische Geschichte und Landeskunde Russisch und vertiefte sich in die russische Literatur. Daraufhin erlernte er Polnisch, Belarussisch, Serbokroatisch, Tschechisch und Altbulgarisch.
Ab 1918 studierte Silberstein bei Alexander Brückner Slawistik im Hauptfach und bei Karl Stählin die Geschichte und Kultur Russlands. Wilhelm Schulze führte ihn in das Lettische und Litauische als Grundlagen für die Indogermanistik ein. Philosophische Vorlesungen belegte er bei Ernst Cassirer, Max Dessoir, Benno Erdmann, Alois Riehl, Georg Runze, Carl Stumpf und Max Wertheimer. Während der Jahre 1921 und 1922 verfasste Silberstein eine Inauguraldissertation über Tschernyschewskij als Belletrist. Sie wurde von Alexander Brückner und Karl Stählin betreut. 1922 wurde er zum Doktor der Philosophie promoviert.

### Erste Forschungsarbeiten
Nach der Promotion vertiefte Silberstein an der Friedrich-Wilhelms-Universität seine slawistischen Kenntnisse. Bei Stählin beschäftigte er sich mit Problemen der russischen Geschichte. Gleichzeitig besuchte er Vorlesungen des Slawisten Max Vasmer und befasste sich dort vor allem mit Problemen der russischen Folklore. Inzwischen begann er, selbständig die polnische progressive Literatur, wie zum Beispiel der Dichterin Maria Konopnicka, zu untersuchen, besonders unter dem Gesichtspunkt der Aufhebung der Leibeigenschaft der Frau und ihres schöpferischen Beitrags zum kulturellen Erbe. Weiterhin folgten zahlreiche Rezensionen über Geschichte und Literatur Polens. Ab 1927 beschäftigte er sich zunehmend mit tschechischer Geschichte und Literatur. Bis 1933 wurde er ein ständiger Mitarbeiter in einer Vielzahl von deutschsprachigen Zeitschriften über Slawistik und die Geschichte der slawischen Völker. Hier sind vor allem die Jahrbücher für Kultur und Geschichte der Slaven, die Slavische Rundschau, Osteuropa und die Zeitschrift für osteuropäische Geschichte zu nennen. Eine Erweiterung des Themas seiner Dissertation stellt die Studie Belinskij und Černyševskij. Versuch einer geistesgeschichtlichen Orientierungsskizze dar.
1927 erwarb Silberstein die deutsche Staatsbürgerschaft, da er bis dahin von seinem Vater noch die österreichische Staatsbürgerschaft besaß.
1929 nahm Silberstein am Ersten Internationalen Kongress der Slawisten in Prag teil. Dabei kam er in engen Kontakt mit den führenden Persönlichkeiten des tschechischen Kulturlebens. Danach entwickelte er den Plan, eine Habilitationsschrift über die Gründung des tschechoslowakischen Staats zu schreiben. Eine erste Frucht dieser neuen Zielrichtung seiner Forschung ist die Schrift Die Entstehung des tschechoslovakischen Staates nach Benesch’s Memoiren. In den Jahren 1930 und 1931 studierte Silberstein im Archiv und der Bibliothek des Außenministeriums der Tschechoslowakei in Prag Dokumente über die Gründung der Tschechoslowakei.
1931 verlobte sich Leopold Silberstein mit der Romanistik-Studentin Jenny Herrmann (geboren am 4. Juli 1904 in Frankfurt an der Oder). 1932 wurde die Tochter Cäcilie geboren (sie erhielt den Namen von Silbersteins Mutter), und im selben Jahr heirateten Leopold Silberstein und Jenny Herrmann. Neben dem Studium der tschechischen Geschichte widmete er sich weiterhin Themen der russischen und der sowjetischen Geschichte. Er wurde Mitglied der Gesellschaft der Freunde des neuen Russland, deren Sekretär Klaus Mehnert war. In diesem Zusammenhang stellten Mehnert als Herausgeber und Silberstein die Bibliografie „Die Sovet-Union 1917–1932“ zusammen, die die wichtigsten Werke über die Sowjetunion mit Kurzreferaten verzeichnete. Silberstein bearbeitete dabei die Standardwerke über russische Geschichte und die Werke der russischen Revolutionsführer außer Lenin. 1932 gründete er gemeinsam mit Mehnert an der Berliner Friedrich-Wilhelms-Universität nach dem Vorbild des Prager Linguistischen Zirkels eine slawistische Arbeitsgemeinschaft. Aber die Arbeitsgemeinschaft musste infolge der Übernahme der Macht durch Hitler am 30. Januar 1933 und des einsetzenden Terrors gegen linksgerichtete Kräfte und Juden seine Tätigkeit einstellen.

### Emigration nach Prag
Nach dem Machtantritt Hitlers war das junge Ehepaar Silberstein als jüdischer und sozialistischer Haushalt aufs Äußerste gefährdet. Zudem gab es für einen Juden keine Arbeits- und Publikationsmöglichkeiten mehr an der Universität. Leopold Silberstein musste seinen Plan aufgeben, sich an der Berliner Universität mit einer Arbeit über die Entstehung der Tschechoslowakei zu habilitieren. Deshalb entschloss sich das Ehepaar Silberstein, seine Wirkungsstätte in Berlin zu verlassen, und begab sich am 31. März 1933 in die Emigration nach Prag. Zwar war die junge Familie in Prag in Sicherheit, aber die Existenz blieb höchst prekär. In der Tschechoslowakei wurde Ausländern wegen der hohen Arbeitslosigkeit keine Arbeitserlaubnis erteilt. So blieb für Silberstein nur die Veröffentlichung wissenschaftlicher Arbeiten. Er schrieb Artikel für tschechische und deutsche Prager Zeitschriften sowie für Le Monde Slave über philosophische, soziologische und historische Themen.
Im Sommer 1933 erreichte die Familie Silberstein die Nachricht, dass die reichsdeutschen Behörden gegen sie einen Prozess wegen der sogenannten Reichsfluchtsteuer angestrengt hätten und per sofort den Betrag von über 55.000 Mark verlangten. Der Prozess dauerte bis zum Jahr 1935 und führte zu einer faktischen Enteignung von Silbersteins Hausbesitz. 1935 wurde der Sohn Thomas Karl geboren.
Leopold Silberstein und seine Frau nahmen besonders im Zeitraum von 1934 bis 1937 aktiv an dem reichen wissenschaftlich-kulturellen Leben in Prag teil. Hier sind vor allem der Pražský linguistický kroužek (PLK – Prager Linguistischer Zirkel) und die Literárně historická společnost čsl (Tschechoslowakische literaturhistorische Gesellschaft) zu nennen. Am 2. Dezember 1935 hielt Leopold Silberstein einen Vortrag über die tschechische philosophische Terminologie. Daraufhin nahm die Plenarversammlung des PLK ihn im März 1936 als ordentliches Mitglied auf. Im PLK hielt er am 18. Januar 1937 einen weiteren Vortrag über Historické pojmosloví, sociologie vědění a sémantika (Historische Terminologie, Soziologie des Wissens und Semantik). Die Quellen zum PLK belegen die Teilnahme von Silberstein bzw. seiner Frau an 28 Sitzungen im Zeitraum von Oktober 1935 bis April 1938. In der Prager Presse finden sich 25 Kurzberichte von Silberstein über diese Sitzungen. Dies zeigt sein intensives Interesse an der Arbeit der Prager Linguisten und wie er unermüdlich die Tätigkeit des PLK in der Prager Presse bekanntmachte. Auch im 1934 nach dem Vorbild des PLK gegründeten Cercle philosophique de Prague pour les recherches sur l’entendement humain (Prager philosophischer Zirkel für Forschungen zum menschlichen Verständnis) wirkte er mit. Im selben Jahr nahm er am 8. Internationalen Philosophen-Kongress in Prag teil. Als diesen Anregungen und Beiträgen entstanden die folgenden philosophischen Arbeiten von Silberstein, in denen er immer wieder vor allem die menschenverachtende Rassenideologie der Nazis einschließlich ihrer Vorläufer und Mitläufer angriff: In den beiden Schriften Národní a rasová ideologie nového Německa a jeji myšlenkové předpoklady (Die völkische Rassentheorie im neuen Deutschland und ihre geistigen Vorläufer) sowie Vývoj rasových theorií (Die Entwicklung der Rassentheorien) entlarvte er, ausgehend von deren philosophischen Vorläufern, die nazistische Rassentheorie. Schließlich hielt er auf dem 9. Internationalen Philosophen-Kongress in Paris im August 1937 einen Vortrag über Indéterminisme et point du vue normatif (Der Indeterminismus und der normative Aspekt), in dem er den Rationalismus dem Irrationalismus in der Philosophie gegenüberstellte. Er zeigte, wie der Irrationalismus zur Rassentheorie führe kann. 1934 nahm er am 2. Internationalen Kongress der Slawisten in Warschau mit zwei Beiträgen teil, die den stilistischen Eigenarten der polnischen Schriftstellerin Eliza Orzeszkowa und der Bedeutung der Soziologie für die Erforschung der zwischenslawischen kulturellen Beziehungen gewidmet waren.
Silberstein wirkte auch in der Tschechoslowakischen Gesellschaft zum Studium nationaler Probleme (Československá společnost pro studium národnostních otázek), die sich dem Nationalitätenproblem in der Tschechoslowakei und den europäischen Ländern widmete. Sie lud sie ihn zur Mitarbeit an einer Untersuchung über die Entwicklung der nationalen Frage in der Sowjetunion ein. Als Ergebnis entstand sein Buch Výstavba národnostní kultury v SSSR (Der Aufbau der nationalen Kultur in der UdSSR).
Seine Hochachtung vor den Staatsmännern der Tschechoslowakei, Tomáš Masaryk und Edvard Beneš, die ihre Politik – nach Silbersteins Auffassung – auf den Boden eines hohen ethisch-moralischen Anspruchs stellten, zeigt sich in seiner Schrift Kämpfende Vernunft: das Beispiel von Masaryk und Beneš. Ihr politisches Handeln sei ein Vorbild für die Macht der menschlichen Vernunft, sie seien „kritische Realisten, bei denen Grundsätzliches und Konkret-Politisches innig verflochten“. Sein lebhaftes Interesse für die Arbeit der tschechischen Philosophen fand ihren Niederschlag in der Analyse „Philosophischen Streben und Schaffen im Lande Masaryks“.

### Lektorat an der Universität Tartu
Im Frühjahr 1936 unternahm Silberstein im Auftrage des Außenministeriums der Tschechoslowakei eine Vortragsreise nach Estland und Finnland. In seinen Vorträgen stellte er die philosophischen Grundlagen der Politik der Staatsmänner Masaryk und Beneš vor, beschrieb die Entwicklung der Rassentheorien und beleuchtete den Stand der Frauenfrage in Europa. Auf Anregung des Judaisten Lazar Gulkowitsch, den er an der Universität Tartu kennen gelernt hatte, schlug er dem Außenministerium vor, an der Universität Tartu ein Lektorat für tschechische Sprache und Kultur einzurichten. 1937 berief die Universität Tartu ihn zum Lektor für tschechische Sprache und Kultur. Seine Stelle bezahlte die tschechischen Regierung. Dazu nahm er die tschechoslowakische Staatsbürgerschaft an. In Estland widmete er dem Schaffen seines Lehrers Karl Stählin, dem er stets herzlich zugetan war, eine ausführliche Rezension des umfassenden Werks Geschichte Russlands. Von den Anfängen bis zur Gegenwart und einen Nekrolog, nachdem er von seinem Tod am 29. August 1939 erfahren hatte. Außer den tschechischen Vorlesungen an der Universität von Tartu bot er dort 1939 einen kostenlosen Kurs über vergleichende slawische Literaturwissenschaft an (mit dem speziellen Thema der Literaturkritik, Belinskij, Brzozovskij und Šalda). Er hielt zahlreiche Vorträge, so in der Estnischen Historischen Gesellschaft (1938 und 1939), in der Literarischen Gesellschaft (1936 und 1938), in der Philosophischen Gesellschaft (1936, 1938) und in der Pädagogischen Gesellschaft (1939).
Nach dem Zusammenbruch der Tschechoslowakei im März 1939 entfiel Silbersteins bisher aus Prag gezahltes Gehalt. Doch er blieb noch ein ganzes Jahr als nicht bezahlter Lektor für tschechische Sprache und Kultur an der Universität Tartu tätig. Im September 1939 ließ er die Ehe mit Jenny Silberstein scheiden, damit sie im von den Nazis besetzten Prag die beiden Kinder, die als „halbjüdisch“ galten, unter ihrem wieder angenommenen Geburtsnamen Herrmann besser schützen konnte. Von 1939 bis Mitte Juni 1941 unterhielt er noch eine intensive Korrespondenz mit Jenny Herrmann. Im Jahre 1940 heiratete Leopold Silberstein die Rechtsanwältin Malka Schliefstein. Er hatte nach dem Zusammenbruch der Tschechoslowakei nur geringe Einnahmen durch Veröffentlichungen und lebte vor allem von der Unterstützung, die er durch die Familie Gulkowitsch erfuhr, und vom Verdienst seiner Frau. Anfang Juli 1941, kurz nach dem Überfall Hitler-Deutschlands auf die Sowjetunion, hatte Malka Silberstein ein Kind geboren, über das nichts weiter bekannt ist.
Nach der Einverleibung Estlands in die Sowjetunion wurde auch die Universität von Tartu sowjetisiert. Es gab keine Möglichkeit mehr, Vorlesungen über tschechische Literatur zu halten. Vorlesungen sollten fortan auf Russisch gehalten werden, viele estnische Studenten mussten die Sprache der Besatzer lernen. Infolgedessen konnte Silberstein als Lehrer für russische Sprache an der Staatlichen Universität Tartu arbeiten.

### Ermordung durch die Faschisten
Das Schicksal von Leopold Silberstein in den letzten Tagen seines Lebens, nachdem die deutsche Armee am 22. Juni 1941 die Sowjetunion überfallen hatte, geht aus einem Verhörprotokoll der estnischen SS hervor. Offensichtlich hatte er nach der Eroberung der Stadt Tartu durch die Wehrmacht am 7. Juli 1941 versucht, aus der Stadt zu fliehen. Doch er wurde von Angehörigen der estnischen Miliz Omakaitse („Selbstschutz“) aufgegriffen und einer Abteilung der estnischen SS übergeben, die ihn als Ausländer verhörte. In der Akte „Leopold Silberstein“ der estnischen Sicherheitspolizei, einer Abteilung der SS, ist vermerkt: Angefangen: 22. Juli 1941 (an diesem Tage fand das Verhör statt), Erledigt: 23. Juli 1941 (offensichtlich ist damit gemeint, dass Leopold Silberstein an diesem Tage hingerichtet wurde).

## Leistungen
Von Leopold Silberstein sind etwa 100 Veröffentlichungen über slawistische Themen (Geschichte und Literatur der Tschechoslowakei, Polens und Russlands), philosophische und soziologische Probleme in Form von Büchern, Artikeln und Rezensionen bekannt. Außerdem hatte er über 80 Artikel für die Zeitung Prager Presse geschrieben, die über das wissenschaftliche Leben in der Tschechoslowakei während der 1930er Jahre berichten.

## Schriften
- Černyševskij als Belletrist, Inauguraldissertation, Universität Berlin (1922).
- Belinskij und Černyševskij. Versuch einer geistesgeschichtlichen Orientierungsskizze, Jahrbücher für Kultur und Geschichte der Slaven, Ost-Europa Institut (Breslau) Franz Steiner Verlag, Neue Folge, Bd. 7, H. 2 (1931) 163–189.
- Die Entstehung des tschechoslovakischen Staates nach Benesch’s Memoiren, Europäische Gespräche. Hamburger Monatshefte für Auswärtige Politik, 6 (1928) 3, 127–147.
- Travaux et documents sur l’histoire recente de la Tchecoslovaquie (Arbeiten und Dokumente über die jüngste Geschichte der Tschechoslowakei), Le Monde Slave (1935) April, S. 81–111.
- Le travail philosophique et sociologique en Tchecoslovaquie (Die philosophische und soziologische Arbeit in der Tschechoslowakei), Le Monde Slave (1935) Mai, S. 286–315.
- Les Tchechoslovaques et les revolutions europeennes de 1848 a nos jours (Die Tschechoslowaken und die europäischen Revolutionen von 1848 bis in unsere Zeit), Le Monde Slave (1934) Juli, S. 58–86.
- Česká terminologie filosofická (Die tschechische philosophische Terminologie), Slovo a slovesnost 2 (1936) 83–98.
- Národni i rasová ideologie nového Německa a jeji myšlenkové předpoklady (Die völkische und Rassenideologie des neuen Deutschlands und ihre geistigen Vorläufer), Národnostní obzor (1934), 3, 171–185, 259–268.
- Vývoj rasových theorii (Entwicklung der Rassentheorien), Orbis Prag (1936).
- Výstavba národnostní kultury v SSSR (Aufbau der Nationalitätenkultur in der UdSSR), Nakladelství „Orbis“ Prag (1937).
- Ein Bildnis des Präsidenten T.G. Masaryk, Prager Rundschau (1934), Nr. 2, S. 7–19.
- Philosophisches Streben und Schaffen im Lande Masaryks, Prager Rundschau 8 (1938) Nr. 1, 13 – 29, Nr. 2, S. 95–113.
- Kämpfende Vernunft: das Beispiel von Masaryk und Beneš, Internationale Bibliothek für Philosophie, Verlag B. Jakowenko, Prag (1937).